# Världsmästerskapen i fäktning 1970
Världsmästerskapen i fäktning 1970 var den 23:e upplagan av världsmästerskapen i fäktning sedan 1937. Tävlingarna hölls i Ankara, Turkiet under perioden 13–24 september 1970. Sovjetunionen blev den stora vinnaren med fem guldmedaljer.
Totalt tävlades det i åtta grenar; sex herrgrenar i samtliga tre discipliner, och två damgrenar i florett.

## Medaljsummering

### Damernas tävlingar
| Gren                      | Guld                                                                                                  | Silver                                                                         | Brons |
| Florett Detaljer...       | Galina Gorochova (SOV)                                                                                | Jelena Belova (HUN)                                                            | Olga Orbán (ROU)                                                                                          |
| Florett i lag Detaljer... | Sovjetunionen Galina Gorochova Jelena Novikova Alexandra Sabelina Svetlana Tjirkova Tatjana Samusenko | Rumänien Olga Orbán Ecaterina Stahl-Iencic Ileana Drimba Ana Pascu Maria Vicol | Frankrike Catherine Ceretti-Rousselet Brigitte Gapais Annick Level Claudie Josland Marie-Chantal Demaille |

### Herrarnas tävlingar
| Gren                      | Guld                                                                                                   | Silver                                                                              | Brons                                                                                       |
| Florett Detaljer...       | Friedrich Wessel (FRG)                                                                                 | Leonid Romanov (SOV)                                                                | Marek Dąbrowski (POL)                                                                       |
| Florett i lag Detaljer... | Sovjetunionen Vasilij Stankovitj Leonid Romanov Anatolij Kotetsev Viktor Putjatin Valerij Lukjantjenko | Ungern Sandor Szabo Jenő Kamuti Laszlo Kamuti Istvan Czakkel Gyarmati               | Rumänien Mihai Tui Tanase Muresanu Iuliu Falb Stefan Ardelanu Stefan Haukler                |
| Sabel Detaljer...         | Tibor Pézsa (HUN)                                                                                      | Mark Rakita (SOV)                                                                   | Vladimir Naslymov (SOV)                                                                     |
| Sabel i lag Detaljer...   | Sovjetunionen Mark Rakita Viktor Sidjak Eduard Vinokurov Vladimir Naslymov Sergej Prihogyko            | Ungern Janos Kalmar Tibor Pézsa Péter Marót Miklos Meszena Tamas Kovacs             | Polen Jerzy Pawlowski Jozef Nowara Zygmunt Kawecki Krzysztof Grzegorek Janusz Majewski      |
| Värja Detaljer...         | Alexej Nikantschikov (SOV)                                                                             | Sergej Paramonov (SOV)                                                              | Csaba Fenyvesi (HUN)                                                                        |
| Värja i lag Detaljer...   | Ungern Csaba Fenyvesi Gyözö Kulcsár Zoltán Nemere Pál Schmitt Sándor Erdős                             | Polen Bogdan Gonsior Henryk Nielaba Michal Butkiewicz Kazimierz Barburski Matwiejew | Schweiz Daniel Giger Christian Kauter Peter Loetscher Alexandre Bretholz Christian Stricker |

### Medaljtabell
| Pl. | Nation        | Guld | Silver | Brons | Totalt |
| --- | ------------- | ---- | ------ | ----- | ------ |
| 1   | Sovjetunionen | 5    | 4      | 1     | 10     |
| 2   | Ungern        | 2    | 1      | 1     | 4      |
| 3   | Västtyskland  | 1    | 0      | 0     | 1      |
| 4   | Polen         | 0    | 2      | 2     | 4      |
| 5   | Rumänien      | 0    | 1      | 2     | 3      |
| 6   | Frankrike     | 0    | 0      | 1     | 1      |
| 7   | Schweiz       | 0    | 0      | 1     | 1      |